# Ryszard Janikowski (kaskader)
Ryszard Janikowski (ur. 16 stycznia 1956 w Łodzi) – kaskader i koordynator kaskaderski, członek Zarządu Głównego Stowarzyszenia Filmowców Polskich, przewodniczący Koła Kaskaderów SFP, właściciel firmy IST, pomysłodawca utworzenia Polskiej Szkoły Kaskaderów Filmowych.
Posiada ponad 30-letnie doświadczenie kaskaderskie i filmowe, zrealizował sceny kaskaderskie w ponad 250 filmach fabularnych i telewizyjnych w kraju i zagranicą. Współpracował między innymi z Romanem Polańskim (Piraci), Franco Zefirellim (Otello), Rennym Harlinem (Wyspa piratów), Andrzejem Wajdą (Biesy, Korczak, Zemsta, Katyń), Jean-Louisem Danielem (Gun Blast Vodka) oraz z większością najlepszych polskich aktorów, a także z gwiazdami takimi jak: Plácido Domingo, Geena Davis, Matthew Modine, Steven Seagal, Rutger Hauer, Walter Matthau, Damian Thomas, Charlotte Lewis. W 2005 roku był koordynatorem scen kaskaderskich podczas realizacji sekwencji polskiej zdjęć do filmu Opowieści z Narnii: Lew, Czarownica i Stara Szafa zlokalizowanych w polskich górach.
W 1990 roku zdobył Grand Prix „Złoty Anioł” na Międzynarodowym Festiwalu Kaskaderów w Tuluzie (Francja) wraz z utworzoną przez siebie grupą o nazwie „Pirate Gang”. Przewodniczącym Jury był znany amerykański reżyser Irvin Kershner (Imperium kontratakuje, Robocop 2). Ponadto współpracował z koordynatorami kaskaderskimi takimi jak: Vic Armstrong, Richard Graydon, William Hobbs, Tom Delmar. Koordynował sceny kaskaderskie do filmu Katyń Andrzeja Wajdy oraz seriali telewizyjnych takich jak: Odwróceni, Kryminalni, Twarzą w twarz i Pitbull.